# Fussball Club Erzgebirge Aue 1995-1996
Questa voce raccoglie le informazioni riguardanti il Fussball Club Erzgebirge Aue nelle competizioni ufficiali della stagione 1995-1996.

## Stagione
Nella stagione 1995-1996 l'Erzgebirge Aue, allenato da Ralf Minge e Lutz Lindemann, concluse il campionato di Regionalliga Nordest al 5º posto.

## Rosa
| N. |                     | Ruolo | Calciatore         |
| -- | ------------------- | ----- | ------------------ |
|    | Germania (bandiera) | P     | Frank Baumann      |
|    | Germania (bandiera) | P     | Sven Beuckert      |
|    | Benin (bandiera)    | D     | Moudachirou Amadou |
|    | Germania (bandiera) | D     | Holger Hasse       |
|    | Germania (bandiera) | D     | Jens Kempe         |
|    | Germania (bandiera) | D     | Rene Krasselt      |
|    | Albania (bandiera)  | D     | Mentor Miftari     |
|    | Germania (bandiera) | D     | Jörg Palke         |
|    | Germania (bandiera) | D     | Jan Schmidt        |
|    | Germania (bandiera) | D     | Uwe Vogel          |
|    | Germania (bandiera) | C     | Udo Fankhänel      |

| N. |                               | Ruolo | Calciatore                |
| -- | ----------------------------- | ----- | ------------------------- |
|    | Germania (bandiera)           | C     | Jens Haustein             |
|    | Germania (bandiera)           | C     | Sven Köhler               |
|    | Germania (bandiera)           | C     | Jörg Leonhardt            |
|    | Rep. del Congo (bandiera)     | C     | Francis Makaya-Tschitenbo |
|    | Germania (bandiera)           | C     | Rico Reinold              |
|    | Germania (bandiera)           | C     | Ronny Thielemann          |
|    | Macedonia del Nord (bandiera) | C     | Borislav Tomoski          |
|    | Germania (bandiera)           | A     | Henry Berg                |
|    | Germania (bandiera)           | A     | Danilo Kunze              |
|    | Germania (bandiera)           | A     | Mirko Ullmann             |

## Organigramma societario
Area tecnica
- Allenatore: Lutz Lindemann, Ralf Minge
- Allenatore in seconda:
- Preparatore dei portieri:
- Preparatori atletici:
- Analisi video:

## Calciomercato

### Sessione estiva
| Acquisti | Acquisti         | Acquisti        | Acquisti |
| R.       | Nome             | da              | Modalità |
| -------- | ---------------- | --------------- | -------- |
| A        | Henry Berg       | Lok Stendal     |          |
| C        | Udo Fankhänel    | Carl Zeiss Jena |          |
| D        | Rene Krasselt    | Chemnitz        |          |
| C        | Borislav Tomoski | Vojvodina       |          |

| Cessioni | Cessioni        | Cessioni         | Cessioni |
| R.       | Nome            | a                | Modalità |
| -------- | --------------- | ---------------- | -------- |
| A        | John Hoeks      | Zurigo           |          |
| C        | Frank Rietschel | Sachsen Lipsia   |          |
| C        | Danny Sonner    | Viktoria Colonia |          |

### Sessione invernale
| Acquisti | Acquisti | Acquisti | Acquisti |
| R.       | Nome     | da       | Modalità |
| -------- | -------- | -------- | -------- |

| Cessioni | Cessioni      | Cessioni | Cessioni |
| R.       | Nome          | a        | Modalità |
| -------- | ------------- | -------- | -------- |
| P        | Jörg Weißflog | Chemnitz |          |

## Risultati

### Regionalliga

#### Girone di andata
| Arbitro: | Habermann |

|                       |           |                      |
| Kunze 13’, 61’ (rig.) | Marcatori | 1’ Irrgang 19’ Kubis |

| Arbitro: | Toschek |

|            |           |                                |
| Pasieka 2’ | Marcatori | 30’ Schmidt 39’ Berg 49’ Lucic |

| Arbitro: | Kruse |

|           |           |  |
| Palke 86’ | Marcatori |  |

| Arbitro: | Scheibel |

|                   |           |          |
| Isa 28’ Gatti 57’ | Marcatori | 13’ Berg |

| Arbitro: | Weise |

|                       |           |             |
| Schmidt 20’ Kunze 83’ | Marcatori | 88’ Thiemig |

| Arbitro: | Reck |

|  |           |                                      |
|  | Marcatori | 41’ Kunze 51’ Lucic 55’, 59’ Schmidt |

| Arbitro: | Robel |

|             |           |                              |
| Schmidt 56’ | Marcatori | 61’ Barbarez 80’ Frąckiewicz |

| Arbitro: | Weber |

|  |           |             |
|  | Marcatori | 22’ Tomoski |

| Arbitro: | Keßler |

|                                   |           |            |
| Ullmann 29’ Kunze 48’ Miftari 53’ | Marcatori | 25’ Sadriu |

| Arbitro: | Haupt |

|  |           |           |
|  | Marcatori | 90’ Kunze |

| Arbitro: | Spickenagel |

|                      |           |  |
| Lucic 3’ Ullmann 71’ | Marcatori |  |

| Arbitro: | Pleßke |

|               |           |                  |
| Dohrwardt 60’ | Marcatori | 14’, 48’ Schmidt |

| Arbitro: | Voigt |

|                                       |           |  |
| Schmidt 10’ Ullmann 43’ Fankhänel 66’ | Marcatori |  |

| Arbitro: | Matschulla |

|                    |           |           |
| Adigo 48’ Lenz 62’ | Marcatori | 52’ Kunze |

| Arbitro: | Simon |

|                             |           |             |
| Amadou 45’ Ullmann 47’, 55’ | Marcatori | 38’ Eidtner |

| Arbitro: | Haupt |

|                                          |           |             |
| Thieme 1’ Laschzok 14’ Schulz 75’ (rig.) | Marcatori | 73’ Schmidt |

| Aue-Bad Schlema 2 dicembre 1995, ore 13:30 CET 17ª giornata | Erzgebirge Aue | 0 – 0 referto | Rot-Weiß Erfurt | Erzgebirgsstadion (1 800 spett.)\| Arbitro: \| Haack \| |
| Arbitro:                                                    | Haack          |               |                 |                                                         |

#### Girone di ritorno
| Cottbus 10 dicembre 1995, ore 13:00 CET 18ª giornata | Energie Cottbus | 0 – 0 referto | Erzgebirge Aue | Stadion der Freundschaft (644 spett.)\| Arbitro: \| Kiefer \| |
| Arbitro:                                             | Kiefer          |               |                |                                                               |

| Arbitro: | Augar |

|          |           |                       |
| Berg 13’ | Marcatori | 29’ Schmidt 64’ Jeleń |

| Arbitro: | Koop |

|  |           |           |
|  | Marcatori | 77’ Kunze |

| Arbitro: | Weber |

|  |           |          |
|  | Marcatori | 7’ Weber |

| Arbitro: | Fleske |

|                 |           |           |
| Vysniauskas 83’ | Marcatori | 65’ Kunze |

| Arbitro: | Voigt |

|                         |           |                                               |
| Schmidt 26’ Ullmann 61’ | Marcatori | 31’ (aut.) Amadou 51’ (rig.), 59’ (rig.) Maek |

| Berlino 8 aprile 1996, ore 16:00 CEST 24ª giornata | Union Berlino | 0 – 0 referto | Erzgebirge Aue | Stadio An der Alten Försterei (3 064 spett.)\| Arbitro: \| Kruse \| |
| Arbitro:                                           | Kruse         |               |                |                                                                     |

| Aue-Bad Schlema 11 aprile 1996, ore 18:00 CEST 25ª giornata | Erzgebirge Aue | 0 – 0 referto | Bischofswerdaer | Erzgebirgsstadion (800 spett.)\| Arbitro: \| Weise \| |
| Arbitro:                                                    | Weise          |               |                 |                                                       |

| Arbitro: | Reck |

|            |           |          |
| Kuhlow 39’ | Marcatori | 25’ Berg |

| Arbitro: | Toschek |

|                    |           |  |
| Kunze 43’ Berg 44’ | Marcatori |  |

| Arbitro: | Cyrklaff |

|                                         |           |  |
| Kretschmer 45’, 81’ Can 73’ Schmidt 87’ | Marcatori |  |

| Arbitro: | Scheibel |

|                  |           |              |
| Schmidt 30’, 48’ | Marcatori | 39’ Fährmann |

| Arbitro: | Richter |

|                             |           |  |
| Goschin 33’, 42’ Koslov 64’ | Marcatori |  |

| Arbitro: | Pleßke |

|                                  |           |                       |
| Berg 6’, 75’ Lucic 59’ Vogel 88’ | Marcatori | 7’ Wiedemann 18’ Lenz |

| Berlino 12 maggio 1996, ore 14:00 CEST 32ª giornata | Spandauer | 0 – 0 referto | Erzgebirge Aue | Stadion Neuendorfer Straße (168 spett.)\| Arbitro: \| Kiefer \| |
| Arbitro:                                            | Kiefer    |               |                |                                                                 |

| Arbitro: | Weise |

|                                                              |           |  |
| Berg 23’, 31’ Köhler 27’, 88’ Culafic 79’ (aut.) Tomoski 81’ | Marcatori |  |

| Arbitro: | Haack |

|                |           |          |
| Hebestreit 90’ | Marcatori | 64’ Berg |

## Statistiche

### Statistiche di squadra
| Competizione         | Punti | In casa | In casa | In casa | In casa | In casa | In casa | In trasferta | In trasferta | In trasferta | In trasferta | In trasferta | In trasferta | Totale | Totale | Totale | Totale | Totale | Totale | DR  |
| Competizione         | Punti | G       | V       | N       | P       | Gf      | Gs      | G            | V            | N            | P            | Gf           | Gs           | G      | V      | N      | P      | Gf     | Gs     | DR  |
| -------------------- | ----- | ------- | ------- | ------- | ------- | ------- | ------- | ------------ | ------------ | ------------ | ------------ | ------------ | ------------ | ------ | ------ | ------ | ------ | ------ | ------ | --- |
| Regionalliga Nordest | 57    | 17      | 10      | 3       | 4       | 34      | 16      | 17           | 6            | 6            | 5            | 18           | 19           | 34     | 16     | 9      | 9      | 52     | 35     | +17 |
| Totale               | 57    | 17      | 10      | 3       | 4       | 34      | 16      | 17           | 6            | 6            | 5            | 18           | 19           | 34     | 16     | 9      | 9      | 52     | 35     | +17 |

### Andamento in campionato
| Giornata  | 1 | 2 | 3 | 4 | 5 | 6 | 7 | 8 | 9 | 10 | 11 | 12 | 13 | 14 | 15 | 16 | 17 | 18 | 19 | 20 | 21 | 22 | 23 | 24 | 25 | 26 | 27 | 28 | 29 | 30 | 31 | 32 | 33 | 34 |
| --------- | - | - | - | - | - | - | - | - | - | -- | -- | -- | -- | -- | -- | -- | -- | -- | -- | -- | -- | -- | -- | -- | -- | -- | -- | -- | -- | -- | -- | -- | -- | -- |
| Luogo     | C | T | C | T | C | T | C | T | C | T  | C  | T  | C  | T  | C  | T  | C  | T  | C  | T  | C  | T  | C  | T  | C  | T  | C  | T  | C  | T  | C  | T  | C  | T  |
| Risultato | N | V | V | P | V | V | P | V | V | V  | V  | V  | V  | P  | V  | P  | N  | N  | P  | V  | P  | N  | P  | N  | N  | N  | V  | P  | V  | P  | V  | N  | V  | N  |
| Posizione | 8 | 3 | 3 | 5 | 4 | 3 | 3 | 3 | 3 | 3  | 3  | 3  | 3  | 3  | 3  | 3  | 3  | 3  | 4  | 4  | 4  | 4  | 5  | 5  | 5  | 5  | 5  | 5  | 5  | 5  | 5  | 5  | 5  | 5  |

Legenda:

Luogo: C = Casa; T = Trasferta. Risultato: V = Vittoria; N = Pareggio; P = Sconfitta.

### Statistiche dei giocatori
| M. Amadou            | 33 | 1  | 3 | 0 |
| F. Baumann           | 5  | 0  | 0 | 0 |
| H. Berg              | 33 | 10 | 3 | 0 |
| S. Beuckert          | 22 | 0  | 0 | 1 |
| U. Fankhänel         | 29 | 1  | 5 | 1 |
| H. Hasse             | 4  | 0  | 1 | 0 |
| J. Haustein          | 22 | 0  | 3 | 0 |
| J. Kempe             | 26 | 0  | 2 | 1 |
| R. Krasselt          | 13 | 0  | 2 | 0 |
| D. Kunze             | 28 | 10 | 4 | 0 |
| S. Köhler            | 15 | 2  | 2 | 0 |
| J. Leonhardt         | 4  | 0  | 0 | 0 |
| B. Lucic             | 29 | 4  | 6 | 1 |
| F. Makaya-Tschitenbo | 1  | 0  | 0 | 0 |
| M. Miftari           | 12 | 1  | 3 | 1 |
| J. Palke             | 32 | 1  | 9 | 0 |
| R. Reinold           | 4  | 0  | 0 | 0 |
| J. Schmidt           | 30 | 12 | 7 | 0 |
| R. Thielemann        | 33 | 0  | 9 | 1 |
| B. Tomoski           | 33 | 2  | 3 | 0 |
| M. Ullmann           | 27 | 6  | 2 | 0 |
| U. Vogel             | 2  | 1  | 0 | 0 |
| J. Weißflog          | 8  | 0  | 0 | 0 |